# الربيعة (يهر)

تعديل مصدري - تعديل

الربيعة هي إحدى قرى عزلة يهر بمديرية يهر التابعة لمحافظة لحج، بلغ تعداد سكانها 82 نسمة حسب تعداد اليمن لعام 2004.